# Нове Ґізево
Нове Ґізево (пол. Nowe Gizewo, нім. Neu Gisöwen) — село в Польщі, у гміні Щитно Щиценського повіту Вармінсько-Мазурського воєводства.
Населення — 731 особа (2011).
У 1975-1998 роках село належало до Ольштинського воєводства.

## Демографія
Демографічна структура станом на 31 березня 2011 року:
|          | Загалом | Допрацездатний вік | Працездатний вік | Постпрацездатний вік |
| -------- | ------- | ------------------ | ---------------- | -------------------- |
| Чоловіки | 365     | 84                 | 262              | 19                   |
| Жінки    | 366     | 93                 | 240              | 33                   |
| Разом    | 731     | 177                | 502              | 52                   |